# Lisbeth Korsmo
Lisbeth Korsmo (n. 14 ianuarie 1948, Oslo, Norvegia – d. 22 ianuarie 2017, Oslo, Norvegia) a fost o sportivă ce a reprezentat Norvegia, medaliată olimpică. A participat la 4 ediții ale Jocurilor Olimpice (1968, 1972, 1976, 1980) în care a câștigat o medalie de bronz.